# 길다 줄리아니

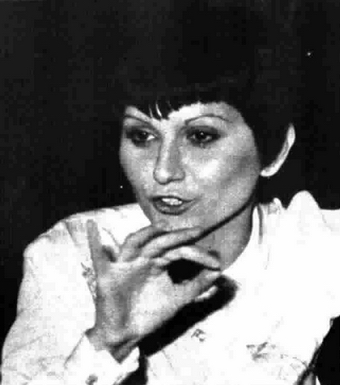

길다 줄리아니(Gilda Giuliani, 1954년 6월 19일 ~ )는 1970년대 주로 성공한 이탈리아의 가수이다. 이탈리아 캄포바소 출생이다. 1972년에 신설된 산레모에의 등용문 콘테스트 '산 레모에의 목소리'에서 우승한 첫번째 가수이다. 1973년 산 레모 가요제에서 <애타게 기다리며>를 불러 5위로 입상, 대형신인으로 주목을 받았다. 같은 해 여름 디스크 음악제에서 <내일에 불타다>를 불러 입상했고, '칸초니시마'에서도 <사랑에 살다>를 불러 준결승까지 올랐다. 그 밖에도 <사랑의 흐름 속에서>, <이별을 하고> 등의 히트곡이 있다.

## 디스코그래피

### 음반
- 1973 - Gilda Giuliani
- 1974 - Oggi un anno
- 1974 - Si ricomincia
- 1974 - Chanson pour toi
- 1975 - Senza titolo
- 1976 - È questione di pelle
- 1976 - Tempo di felicità
- 1976 - Donna
- 1983 - Portami con te (Q-disc)
- 1996 - Serena
- 2000 - Canzoni d'amore
- 2005 - Dominò
- 2010 - Canto Mimì